# 第十二世大司徒巴·贝玛东由宁杰旺波
第十二世广定大司徒巴·贝玛东由宁杰旺波（藏語：པདྨ་དོན་ཡོད་ཉིན་བྱེད་，威利转写：Padma Don-yod Nyin-byed，藏语拼音：Baima Toinyoi Nyinje；1954年—）是噶举派的一位祖古，为大司徒仁波切第十二世。
出生在德格县白玉地方的一个农家，相传他出生的时候，家乡整个区域都能够看见两个光球照亮整个天空，这与其前世第十一世大司徒巴·贝玛旺秋嘉波的预言相同。当时第十六世噶玛巴·让炯日佩多杰正在北京与中国共产党参加谈判，写信预告了大司徒巴转世灵童的出生环境和居所，这与十一世大司徒巴的预言不谋而合。于是，寻找转世灵童的队伍很快便找到了他。十八月大的十二世大司徒巴在八蚌寺举行坐床仪式，由十六世噶玛巴主持。五岁时，来到楚布寺居住。
1959年，十二世大司徒巴听从十六世噶玛巴的建议，带领少数随从逃离西藏，经由不丹逃往锡金，驻跸于隆德寺。在那里，他系统地学习了佛法。1974年，前往拉达克地区弘法。1980年，首次访问欧洲国家，此后遍游北美、欧洲、东南亚各地，讲解佛教哲学和禅学。
1981年，他的上师十六世噶玛巴圆寂。根据十六氏噶玛巴的预言，他认定伍金赤列多吉为转世灵童，并同时得到了中华人民共和国政府和第十四世达赖喇嘛的承认。
第十二世大司徒巴曾于1984年和1991年两度返回西藏弘法，并向中国政府提出重建、保护和弘扬西藏文化的一系列建议。